# (1745) Ferguson
(1745) Ferguson est un astéroïde de la ceinture principale.

## Description
(1745) Ferguson est un astéroïde de la ceinture principale. Il fut découvert le 17 septembre 1941 à Washington par John E. Willis. Il présente une orbite caractérisée par un demi-grand axe de 2,85 UA, une excentricité de 0,06 et une inclinaison de 3,3° par rapport à l'écliptique.

## Compléments